# حباك ثلاثي الألوان
الحباك ثلاثي الألوان (الاسم العلمي: Ploceus tricolor) نوع من الطيور الصغيرة من فصيلة الحباك، متوطن في أنغولا، بنين، الكاميرون، جمهورية أفريقيا الوسطى، جمهورية الكونغو، جمهورية الكونغو الديمقراطية، ساحل العاج، غينيا الاستوائية، الغابون، غانا، غينيا، ليبيريا، نيجيريا، سيراليون، جنوب السودان، السودان، توغو وأوغندا.